# Csak egy tánc volt...
A Csak egy tánc volt... Szécsi Pál 1988-ban megjelent válogatáslemeze, amit a Qualiton adott ki. Katalógusszáma: SLPM 16777 (hanglemez), MK 16777 (kazetta). 1996-ban CD-n is megjelent.

## Az album dalai

### A oldal
1. Csak egy tánc volt (2:10) [Vadas Tamás - Varga Kálmán]
2. Gedeon bácsi (3:45) [Payer András - S. Nagy István] (Közreműködik még: Schöck együttes-Harmónia vokál)
3. Hull az eső (2:11) [Behár Gy. - S. Nagy I.] (Közreműködik még: Schöck együttes-Harmónia vokál)
4. Én még nem láttam Greta Garbót (2:07) [Koncz T. - S. Nagy I.] (Közreműködik még: Schöck együttes-Harmónia vokál)
5. Hulló csillag (3:31) [Bágya A. - S. Nagy I.] (Közreműködik még: Schöck együttes-Harmónia vokál)
6. Hagyjuk, szívem (2:20) [Németh G. - S. Nagy I.] (Közreműködik még: Schöck együttes-Harmónia vokál)
7. Ez az igazi ritmus (2:50) [Schöck O. - S. Nagy I.] (Közreműködik még: Schöck együttes-Harmónia vokál)
8. A távollét (La Lontananza) (3:31) [Domenico Modugno - Enrica Bonaccorti]

### B oldal
1. Boldogság (3:43) [Schöck O. - Szécsi P.] (Közreműködik még: Schöck együttes-Harmónia vokál)
2. Jaj, de bolond voltam (2:49) [Szécsi P. - S. Nagy I.] (Közreműködik még: Schöck együttes-Harmónia vokál)
3. Ez itt egy úr (1:53) [Schöck O. - Szécsi P.] (Közreműködik még: Schöck együttes-Harmónia vokál)
4. Elmenni könnyebb (2:35) [Szentirmay Á. - S. Nagy I.] (Közreműködik még: Schöck együttes-Harmónia vokál)
5. Bolhacirkusz (2:35) [Szentirmay Á. - S. Nagy I.] (Közreműködik még: Schöck együttes-Harmónia vokál)
6. Ha egyszer sírnék (2:14) [Payer A. - S. Nagy I.] (Közreműködik még: Schöck együttes-Harmónia vokál)
7. Rohanunk (2:55) [Heilig G. - Szécsi P.] (Közreműködik még: Schöck együttes-Harmónia vokál)
8. Könnyezem (3:25) [Forrai]